# Paul Rogers (Basketballspieler)
Paul Andrew Rogers (* 29. September 1973 in Adelaide) ist ein ehemaliger australisch-britischer Basketballspieler.

## Laufbahn
Rogers spielte als Jugendlicher Basketball in seiner Heimatstadt Adelaide, in der Saison 1992/93 gab er seinen Einstand bei den Adelaide 36ers in der National Basketball League (NBL). 1993 wechselte er ans North Idaho College in die Vereinigten Staaten, blieb dort ein Jahr, von 1994 bis 1997 spielte und studierte er an der Gonzaga University. Er erzielte in 64 Spielen für Gonzaga 13,1 Punkte und 6,7 Rebounds je Begegnung. Er wurde beim NBA-Draftverfahren 1997 von den Los Angeles Lakers ausgewählt, spielte aber nie in der nordamerikanischen Liga.
Rogers nahm ein Angebot von Real Madrid an, für die Mannschaft aus der spanischen Hauptstadt bestritt er 1997/98 41 Einsätze in der Liga ACB, er erzielte im Mittel 4,8 Punkte und 3 Rebounds je Begegnung. Er ging in sein Heimatland zurück und stand von 1998 bis 2002 bei den Perth Wildcats sowie 2002/03 bei den Adelaide 36ers unter Vertrag. 2000 gewann er mit Perth den Meistertitel in der National Basketball League und wurde in derselben Saison als bester Spieler der NBL-Saison ausgezeichnet.
Von 2003 bis 2005 spielte Rogers, der auch über die britische Staatsbürgerschaft verfügt, erneut in Spanien: In der Saison 2003/04 erzielte er in der Liga ACB 4,5 und 2004/05 3,9 Punkte je Begegnung. Von 2005 bis 2010 stand er wieder in Diensten der Perth Wildcats. 2010 wurde er noch einmal NBL-Meister. Außerhalb der NBL-Saison stand Rogers 2006 in der australischen State Basketball League für die Willetton Tigers sowie 2009 und 2010 für die East Perth Eagles auf dem Feld.
In der NBL bestritt Rogers während seiner Laufbahn insgesamt 214 Spiele (14,1 Punkte, 8,9 Rebounds/Spiel).

### Nationalmannschaft
1998 gewann Rogers mit der australischen Nationalmannschaft Silber bei den Goodwill Games. Er nahm an den Olympischen Sommerspielen 2000 und 2004 sowie an der Weltmeisterschaft 1998 teil. 2006 gewann er mit Australien die Commonwealth Games 2006.